# Лев, Біла Відьма та шафа
«Лев, Біла відьма та шафа», варіант перекладу «Лев, Чаклунка і стара шафа» (англ. The Lion, the Witch and the Wardrobe) — перша (друга по внутрішній хронології) книжка серії «Хроніки Нарнії» Клайва Стейплз Льюїса. Вийшла друком у 1950 році. Входить до 100 найкращих романів англійською мовою за рейтингом журналу Time.

## Сюжет
Дія відбувається у 1940 році. Через бомбардування Лондона чотирьох дітей родини Певенсі (Пітера, Сьюзен, Едмунда і Люсі) відправляють до друга сім'ї, професора Дігорі Керка.
Під час гри в схованки Люсі переховується в шафі, яка містить перехід у паралельний світ (історію цієї чарівної шафи автор докладно розробив у «Небожі чаклуна», написаному пізніше). Через нього дівчинка потрапляє в Нарнію, де знайомиться з фавном на ім'я Тумнус. Він розповідає їй, що Нарнія знаходиться під владою Білої Відьми, що захопила Нарнію. Вона проголосила себе королевою, через яку в Нарнії вічна зима і ніколи не буває Різдва. Повернувшись до братів і сестри, Люсі розповідає про свою пригоду, однак вони їй не вірять. Пізніше вона вдруге потрапляє в Нарнію. За нею слідом іде Едмунд. Він зустрічає Білу Чаклунку, яка пригощає його зачарованим рахат-лукумом і тим самим підкоряє хлопчика собі. Вона наказує Едмунду привести всіх чотирьох дітей до неї в замок.
Пізніше всі четверо дітей потрапляють в Нарнію і виявляють, що Тумнуса забрали слуги Білої Відьми (як з'ясувалося, Едмунд повторив Відьмі розповідь Люсі і тим самим зрадив фавна). Дітей зустрічає містер Бобер і розповідає про те, що Аслан вже в дорозі, а значить, починає здійснюватися давнє пророцтво про те, що прийде Аслан, скінчиться Довга зима і чотири дитини Адама і Єви стануть правителями Нарнії. Під час розповіді Едмунд втікає і прямує до замку Білої Відьми. Відьма злиться на Едмунда, оскільки той не привів їй усіх дітей Певенсі, везе його з собою у погоню за його братом і сестрами. А тим часом Пітер, Сьюзен, Люсі і Бобри вирушають до Аслана. По дорозі вони зустрічають Батька Різдва, який вручає їм подарунки: Пітеру — меч і щит, Сьюзен — лук, стріли і ріг, Люсі — кинджал і чарівний сік вогнецвіту, одна крапля якого виліковує будь-які рани. Зустрівшись з Великим Левом, діти просять його допомогти врятувати Едмунда, що і відбувається. Едмунд ж розуміє, наскільки він був не правий. Але все ж він став зрадником і тепер належить королеві, яка збирається принести його в жертву. Аслан здійснює обмін: він залишається в руках Білої Відьми, а Едмунда відпускають. Вночі королева вбиває Аслана на Кам'яному Столі своїм ножем. На світанку Аслан воскресає, прямує разом з дівчатами до замку Відьми і розчакловує перетворених у камінь. Наступного дня відбувається бій за Нарнію.
Пітер та Едмунд допомагають Аслану перемогти Білу Відьму. Едмунд важко поранений у битві, але Люсі зцілює його своїм еліксиром. Після перемоги діти йдуть з Асланом у замок Кер-Паравел, розташований на сході Нарнії, біля самого моря. Наступного дня Аслан коронує дітей і вони стають королями й королевами Нарнії. Минає 15 років. Діти виростають і стають дорослими чоловіками і жінками: Пітером Прекрасним, Сьюзен Великодушною, Люсі Відважною і Едмундом Справедливим. Але якось раз під час полювання на білого оленя вони проникають у західну частину своєї країни і потрапляють назад в Англію. Виявляється, що часоплин у паралельному світі йшов інакше: за час їх багаторічного перебування у Нарнії в Англії не минуло й хвилини, а брати і сестри знову стали дітьми.
Певенсі розповідають про свої пригоди професору, а він запевняє їх, що вони колись знову побувають у Нарнії, але через шафу їм туди більше не потрапити.

## Персонажі твору
- Пітер Певенсі — старший з дітей Певенсі, що потрапили в Нарнію.
- Сьюзен Певенсі — друга за старшинством після Пітера.
- Едмунд Певенсі — друга дитина, що потрапила в Нарнію через платтяну шафу. Однак в Нарнії він зустрів Білу Відьму і на якийсь час став поганим, потрапивши під її вплив, але потім він виправиться.
- Люсі Певенсі — молодша з дітей Певенсі, першою потрапила в Нарнію і зустріла там фавна Містера Тумнуса.
- Дігорі Керк — професор, у будинку якого гостювали діти.
- Біла Відьма — чаклунка, що захопила Нарнію і проголосила себе королевою.
- Аслан — Великий Лев, який допоміг дітям звільнити Нарнію від Білої Чаклунки і стати королями і королевами.
- Містер Тумнус — фавн, якого зустріла Люсі, коли вперше потрапила в Нарнію.
- Бобри — подружня пара бобрів. Містер Бобер зустрів чотирьох дітей, коли ті потрапили в Нарнію, пояснив їм що відбувається і допоміг дістатися до Аслана.

## Вплив

##### Життя Льюїса
На початку книги розповідається про те, що четверо головних героїв були відправлені з Лондона за місто через бомбування. Під час другої світової війни це відбувалося з багатьма лондонськими дітьми. У будинку у Льюїса також жили діти. Прототипом професора Керка, очевидно, був професор У. Т. Керкпатрік, у якого Льюїс навчався і жив з 1914 по 1917..

##### Християнство і міфологія
«Лев, Біла Відьма і шафа» поєднує у собі як християнські мотиви, так і елементи скандинавської, грецької, кельтської та інших міфологій. Так, наприклад, Фавн — персонаж грецької міфології, а Батько Різдво — англійського фольклору. Аслан жертвує собою за Едмунда також, як Христос за грішників. Замість хреста використовують Кам'яний стіл (кам'яні столи використовували в кельтській релігії). Біла Чаклунка символізує диявола (також вона нагадує Снігову королеву з казки Г. Х. Андерсена, а Едмунд відповідно Кая). «Сторічна Зима» запозичена зі скандинавської міфології, де Велика Зима Фімбулвентр передує Рагнареку.

## Переклади українською
- «Лев, Чаклунка і стара шафа» — переклад Олеся Манька, опублікований у 2002 р. (видавництво «Свічадо»)
- «Лев, Біла відьма та шафа» — переклад Вікторії Наріжної, опублікований у 2006 р. (видавництва «Проспект», «Свічадо»)[4], перевидання 2017 р. (видавництво KM Books)
- «Лев, Біла Відьма та шафа» — переклад І. Ільїна, О. Кальниченка, за участі К. Воронкіної, уперше опублікований у 2012 р., перевидання 2017 р. (видавництво «КСД»)

## Екранізації
- 1967 — «Лев, відьма і платтяна шафа» (телесеріал від компанії ABC Weekend Television);
- 1979 — мультфільм «Лев, чаклунка і платтяна шафа»;
- 1988 — фільм «Лев, чаклунка і платтяна шафа» (серіал Бі-Бі-Сі; реж. Мерилін Фокс);
- 2008 — «Хроніки Нарнії: Лев, чаклунка та шафа» (Walden Media, Walt Disney Pictures)

## Цікаві факти
- Спочатку імена дітей Певенсі були: Анна, Мартін, Роза і Пітер.
- Наприкінці 1990-х років в одному з російських перекладів циклу про Нарнії ім'я лева Аслана було замінено на Арслан (або Арсалан).
- Ім'я Аслан тюркськими мовами означає «лев».
- Книга «Лев, Біла Відьма та шафа» займає дев'яте місце в списку «200 найкращих книг за версією BBC» (2003).